# Pietro Giovanni Boateri
Pietro Giovanni Boateri o Boatteri (Asti, 1º giugno 1747 – Asti, 1º aprile 1807) è stato uno storico italiano, fu il primo a raccogliere le notizie riguardanti i vescovi di Asti compilandone una serie cronologica.

## Biografia
Passò tutta la sua esistenza in Asti interessandosi principalmente alla lettura ed interpretazione delle lapidi e delle iscrizioni che riguardavano i religiosi astigiani, inoltre teneva un diario degli avvenimenti principali della città.
L'imponente lavoro svolto durato tutta la vita confluì nel volume "Asti Sacra" pubblicato nel 1807. Il volume comprendeva una serie cronologica-storica dei vescovi della Chiesa di Asti e notizie relative alle chiese e ai conventi della diocesi.
Molti degli scritti del Boateri alla sua morte vennero acquisiti dall'abate Filippo Soteri e custoditi nel castello di Settime. In seguito le carte passarono alla Regia Deputazione Subalpina di Storia Patria.

## Opere
- Memorie storiche del Beato Enrico Commentino d'Asti, Asti 1801
- Serie cronologica-storica  dei Vescovi della Chiesa di Asti, 1807